# Kodaka
Kodaka is een bestuurslaag in het regentschap West-Soemba van de provincie Oost-Nusa Tenggara, Indonesië. Kodaka telt 2103 inwoners (volkstelling 2010).